# Forza Roma
Pour plus de détails, voir Fiche technique et Distribution.
Forza Roma (Al centro dell'area di rigore) est un film franco-italien de Bruno Garbuglia et Roberto Ivan Orano sorti en 1996.

## Synopsis
En 1942, un groupe de supporters de l'AS Rome se rend à Turin pour assister au match décisif pour le titre de champion.

## Fiche technique
- Titre : Forza Roma
- Titre original : Al centro dell'area di rigore
- Réalisation : Bruno Garbuglia et Roberto Ivan Orano
- Scénario : Bruno Garbuglia et Roberto Ivan Orano, d'après une histoire vraie
- Musique : Francesco Marini et Giovanna Marini
- Photographie : Roberto Meddi
- Montage : Carlo Fontana
- Production : Andrea Marzari et Donatella Senatore
- Société de production : Mediaset, Canal+, DDS Cinematografica, Delfilm et Sunday Films
- Société de distribution : Eurozoom (France)
- Pays de production :  France,  Italie et  Suisse
- Genre : comédie dramatique
- Durée : 82 minutes
- Sortie : 1996 (Italie) ; 7 septembre 1996 (France)

## Distribution
- Donat Guilbert : Roberto
- Julie Turin : Rosa
- Gérard Rinaldi : Oreste
- Mallaury Nataf : Nini
- Maria Grazia Nazzari : Lily
- Christian Capone : Biagio
- Marzia Aquilani : Tina
- Guillaume Fontannaz : Renato
- Giorgio Tirabassi : Carletto
- George Eastman : Tulipano